# Караїмський календар
Караїмський народний календар або Тенгранський календар (караїм. Улугъ Ата Санавы — Рахунок Великого батька)  — історично створений календар у караїмів, який організує культовий цикл, господарську та побутову практику, а також значною мірою стверджує існування караїмського фольклору.
Календар названо на ім'я святого духа добра кримських караїмів. Календар має стародавнє походження, відоме у багатьох тюркських народах, вважається частиною тенгріанського світогляду. Традиційний календар кримських караїмів починає літочислення від створення світу. У караїмському календарі 52 або 53 тижні, кожен з яких має свою оригінальну назву, що походить від початкових слів певного розділу священної Тори.
День починається з вечора. Календар по роках складається з дванадцятилітнього тваринного циклу. Караїмський рік налічує 354 дні, 8 годин та 48 хвилин. Новий рік припадає на осінь – кінець вересня та складається з 12 місячних місяців, які мали послідовно 30 та 29 днів. Різниця у кількості 11 днів призвела до необхідності додавання ще 13-го місяця. Отже, в 19-річному циклі 12 звичайних та 7 високосних років .
Назви тварин караїмського календарного циклу схожі на назви до кримчаків, кримських татар, туркмен, киргизів, казахів та алтайців. Головна відмінність календаря караїмів є у назві року свині — къабан йилы замість домуз, донуз, чокчъа та зовсім інших назв календаря.

## Назви років
- 1. караїм. Сычкъан йылы — рік миші, пацюка.
- 2. караїм. Сыгъыр йылы — рік бика.
- 3. караїм. Парс йылы — рік барса, кота.
- 4. караїм. Къойан йылы — рік зайця, кролика.
- 5. караїм. Улув йылы — рік дракона.
- 6. караїм. Йылан йылы — рік змії.
- 6. караїм. Йылкъы йылы — рік коня.
- 7. караїм. Къойун йылы — рік вівці, барана.
- 8. караїм. Мэчи йылы — рік мавпи.
- 9. караїм. Тавукъ йылы — рік півня, курки.
- 11. караїм. Ит йылы — рік собаки.
- 12. караїм. Къабан йылы — рік кабана, свині.